# جکسون (نام)
جکسون(به انگلیسی: Jackson) یک نام به معنی «فرزند جک» است. افراد سرشناس با نام جکسون به قرار زیرند
- خانواده جکسون:
  - نسل اول:
    - جوزف جکسون
    - کاترین جکسون

  - نسل دوم:
    - ربی جکسون
    - جکی جکسون از اعضای جکسون فایو
    - تیتو جکسون از اعضای جکسون فایو
    - جرمین جکسون از اعضای جکسون فایو
    - لاتویا جکسون
    - مارلون جکسون از اعضای جکسون فایو
    - مایکل جکسون (۱۹۵۸–۲۰۰۹) به عنوان سلطان پاپ شناخته می‌شود
    - رندی جکسون (خواننده) از اعضای جکسون فایو
    - جنت جکسون

  - نسل سوم:
    - تیتو جکسون فرزند تیتو
- پیتر جکسون
- اندرو جکسون هفتمین رئیس‌جمهور آمریکا
- گلندا جکسون بازیگر انگلیسی
- جاشوا جکسون بازیگر کانادایی-آمریکایی
- ساموئل ال. جکسون بازیگر آمریکایی
- الن جکسون
- ازکیل جکسون
- فیل جکسون مربی بسکتبال آمریکایی
- شرلی جکسن
- اندرو جکسون
- چین جکسون بازیگر
- دنیل جکسن شخصیت خیالی
- جکسون پولاک
- جکسون رادبون بازیگر